# Patrimoniul mondial UNESCO din Georgia
Lista Patrimoniului mondial UNESCO din Georgia este formată din trei obiective, care reprezintă 0,3 % din numărul total de 1079 din cele ocrotite de UNESCO. În afară de acestea trei, guvernul georgian a mai propus cincisprezece locații de patrimoniu în vederea includerii lor în listă. Georgia a ratificat Convenția pentru protejarea bunurilor culturale în caz de conflict armat în data de 4 noiembrie 1992.

## Lista patrimoniului mondial(în ordinea cronologică a includerii):
| Nr. | Imagine | Denumirea                               | Amplasarea                                          | Data creării  | Anul includerii în Patrimoniu | Descriere | Criteriul          | Nr. în lista UNESCO |
| --- | ------- | --------------------------------------- | --------------------------------------------------- | ------------- | ----------------------------- | --- | ------------------ | ------------------- |
| 1   |         | Monumentele istorice din Mțheta         | Mțheta-Mtianeti41°51′N44°43′E                       | sec. VI și XI | 1994                          | Monumentele istorice din Mțheta includ: Catedrala Svetitskhoveli(stâlpul vieții) și Mănăstirea Jvari(mănăstirea crucii). Monumentele își au începutul în prima jumătate a primului mileniu e.n., când apare creștinismul în Georgia. UNESCO socoate aceste monumente „un testament al nivelului artistic și cultural înalt atins de acest regat antic”. | Cultural (iii)(iv) | 708                 |
| 2   |         | Mănăstirea Ghelati și Catedrala Bagrati | Imeretia42°15′44″N42°42′59″E                        | 1106          | 1994                          | Mănăstirea Ghelati a fost construită în anul 1106 de către Regele David al IV-lea și a fost unul din principalele centre intelectuale din Georgia în timpul evului mediu. Cuprindea o academie, ce-i angaja pe cei mai slăviți cercetători georgieni, majoritatea cărora activaseră înainte de asta în mănăstiri ortodoxe peste hotarele Georgiei, printre care și Academia Mangan în Constantinopol. Catedrala Adormirii Maicii Domnului din Bagrati e o capodoperă a arhitecturii georgiene din sec. al XI-lea. În 1692, a fost devastată de trupele otomane, dar a fost restaurată în anii 1950, apoi 2000. Catedrala a fost marcată de UNESCO ca fiind în pericol, din cauza restaurărilor neglijente. | Cultural (iv)      | 710                 |
| 3   |         | Svanetia de sus                         | Mestia, Samegrelo-Zemo Svanetia 42°54′59″N43°0′41″E | sec. XII      | 1996                          | Aceste tărâmuri muntoase din regiunea de nord a Svanetiei sunt recunoscute de UNESCO ca „exemplu excepțional a priveliștii montane cu sate și turnuri medievale”, care erau construite de familii, si serveau ca protecție împotriva invadatorilor timp de secole. | Cultural (iv)(v)   | 709                 |

## Lista obiectivelor candidate
| Nr. | Imagine | Denumire                                                          | Amplasare                      | Data creării                          | Anul introducerii în lista de așteptare | Criteriu                      | Nr. în lista UNESCO |
| --- | ------- | ----------------------------------------------------------------- | ------------------------------ | ------------------------------------- | --------------------------------------- | ----------------------------- | ------------------- |
| 1   |         | Mănăstirea Alaverdi (georgiană ალავერდი)                          | Ahmeta, Cahetia                | sec. al Xl-lea                        | 2007                                    | iv, vi                        | 5221                |
| 2   |         | Ananuri (georgiană ანანურის ციხე)                                 | Mțheta-Mtianeti                | sec. XI - XVIII                       | 2007                                    | iii                           | 5222                |
| 3   |         | Pădurile din Colhida (georgiană კოლხეთის ეკოსისტემა)              | Guria, Svanetia de Sus, Ajaria | *                                     | 2007                                    | viii, x                       | 5223                |
| 4   |         | Mănăstirea David Gareja (georgiană დავითგარეჯა)                   | Cahetia                        | sec. al XI-lea                        | 2007                                    | i, ii, iii, iv, v, vi, vii, x | 5224                |
| 5   |         | Locul săpăturilor „Homo Georgicus” în Dmanisi (georgiană დმანისი) | Cvemo-Cartli                   | *                                     | 2007                                    | iii, v                        | 5225                |
| 6   |         | Gremi (georgiană გრემი)                                           | Cahetia                        | sec. al XVI-lea                       | 2007                                    | ii, iii                       | 5226                |
| 7   |         | Cvetera (georgiană კვეტერა)                                       | Cahetia                        | sec. al X-lea                         | 2007                                    | iii, iv                       | 5227                |
| 8   |         | Jvarboseli (georgiană მთა-თუშეთი)                                 | Tușeti, Cahetia                | *                                     | 2007                                    | iv, v, vii, x                 | 5228                |
| 9   |         | Nicorțminda (georgiană ნიკორწმინდა)                               | Svanetia de Jos                | sec. XVI-XVII                         | 2007                                    | ii, iv                        | 5229                |
| 10  |         | Samtavisi (georgiană სამთავისი)                                   | Șida-Kartli                    | sec. al X-lea                         | 2007                                    | iv                            | 5230                |
| 11  |         | Șatili (georgiană შატილი)                                         | Mțheta-Mianeti                 | *                                     | 2007                                    | iv                            | 5232                |
| 12  |         | Orașul vechi din Tbilisi (georgiană ძველი თბილისი)                | Tbilisi                        | Începând cu sec. al XVI-lea           | 2007                                    | ii, iii, iv, v, vi            | 5233                |
| 13  |         | Uplisțihe (georgiană უფლისციხე)                                   | Șida-Cartli                    | al II-lea mileniu î.Hr.               | 2007                                    | ii, iii, iv, v                | 5234                |
| 14  |         | Vani (georgiană ვანი)                                             | Imeretia                       | sec. al VII-lea î.Hr.                 | 2007                                    | ii, iii, vi                   | 5235                |
| 15  |         | Vardеzia-Hertvisi (georgiană ვარძია-ხერთვისის ციხე)               | Samțhe-Javaheti                | sec. al X-lea și al XVI-lea respectiv | 2007                                    | ii, iii, iv, v, vi, vii       | 5236                |